# Il bacio di Tosca
Il bacio di Tosca è un film del 1984 diretto da Daniel Schmid, documentario sulla vita nella Casa Verdi, casa di riposo per anziani musicisti a Milano, la prima di questo genere, fondata da Giuseppe Verdi nel 1896.

## Trama
Il film tratteggia la vita del soprano Sara Scuderi ed altri artisti suoi compagni nella Casa, con il racconto e la reinterpretazione dei ruoli che li resero famosi.

## Premi
Il film ricevette il Premio Georges Delerue come miglior documentario musicale al Ghent International Film Festival nel 1985 ed il premio della International Documentary Association nel 1986.